# パメラ・コールマン・スミス
パメラ・コールマン・スミス（英語: Pamela Colman Smith, 1878年2月16日 - 1951年9月18日）は、画家、イラストレーター、作家。ニックネームは「ピクシー」だった。スミスは、占いに使用するタロット・カードの一つ、「ウェイト＝スミス・デッキ」（ライダー＝ウェイト、あるいはライダー＝ウェイト＝スミス・デッキとも呼ばれる。）を、アーサー・エドワード・ウェイトの依頼でデザインし、全てのカードの絵を描いたことで最も有名である。

## 経歴
ロンドン中心部のピムリコに生まれる。父はブルックリン生まれのアメリカ人商人、チャールズ・エドワード・スミス（祖父はブルックリンの市長だったサイラス・ポーター・スミス）、母はコーニー・コールマン（兄弟に画家のサミュエル・コールマンがいる）で、この二人の間にできた唯一の子であった。一家は、パメラが10歳になるまではマンチェスターにいたが、その後1889年に父チャールズが西インド改善会社（ジャマイカの鉄道事業の拡張に関与していた金融企業連合）に職を得た際に、ジャマイカに移住している。一家はジャマイカのキングストンに数年の間居を定めたものの、ジャマイカとロンドン、そしてニューヨークのブルックリンの間を往復していた。
1893年までに、パメラ・スミスはブルックリンに移っていた。というのも、その地の比較的新しい芸術学校であるプラット・インスティテュートに15歳で入学して、著名な画家で教師でもあったアーサー・ウェスリー・ドウに師事したのである。スミスの円熟した画風を見れば、19世紀末の、繊細で頽廃的な「世紀末的象徴主義」の夢想的性質の影響と、同時にそれに先行して芸術と技術の面で興っていたロマン主義の影響と、この両方の影響を受けていることは明らかだった。スミスが芸術学校に通っている間に、母がジャマイカで亡くなった。1896年のことだった。スミス自身もこの時期には体調が優れず病気になっては治る、ということを繰り返していた。1897年、結局彼女は卒業することなくプラットを辞め、イラストレーターになった。彼女のイラストは、1890年代後期の雰囲気を映し出しており、作品としては「ウィリアム・バトラー・イェイツの挿絵つきの詩」や、女優のエレン・テリーについてブラム・ストーカーが著した本、そしてスミス自身の著作である「Widdicombe Fair」や「Fair Vanity」が挙げられる。
1899年にイギリスに戻り（この年、父親が亡くなっている）、スミスは小規模劇場の劇場デザイナーになると同時にイラストレーターとしても働き続けた。スミスは、ロンドンで、エレン・テリー（スミスに「ピクシー」というあだ名をつけたと言われている）、ヘンリー・アーヴィング、そしてプラム・ストーカーらが率いるライシアム・シアター・グループに世話になっていた。そして、彼らとともに国中を旅して回った。衣装のデザイン、舞台のデザインを手がけていたのである。1901年、スミスはロンドンに自分のスタジオを創り、芸術に関わりを持つ芸術家や著者、そして俳優といった人達のために週に一度、スタジオを開放するようになった。
スミスは、ジャマイカの民間伝承に関する著作を何冊か書いている（イラストも含む）。その中に「アナンシー・ストーリーズ」(1902)がある。これは、伝統的なアフリカの民間伝承の主人公である蜘蛛のアナンシーの物語を含む、ジャマイカの物語集について書かれたものだった。スミスは自分のイラストレーターとしての仕事を継続し、ウィリアム・バトラー・イェイツと彼の兄弟である画家のジャック・イェイツの企画を引き受けている。また、ブラム・ストーカーの最後の小説となる「The Lair of the White Worm」(1911)の挿絵や、エレン・テリーがセルゲイ・ディアギレフのバレエ・リュスについて書いた「The Russian Ballet」(1913)の挿絵を担当している。スミスは、連合王国内における女性の参政権の実現に向けて、「ロンドン・サファレッジ・アテリエ」として知られた自分のスタジオを通して、自分のイラストによって貢献していった。
1903年、パメラは「The Green Sheaf（緑の一束）」という名前の雑誌を自ら発行する。この雑誌は、イェイツ、クリストファー・セント・ジョン（クリスタベル・マーシャル）、セシル・フレンチ、A.E.（ジョージ・ウィリアム・ラッセル）、ゴードン・クレイグ（エレン・テリーの息子）、ドロシー・ウォード、ジョン・トッドハンターといった人達による寄稿で成り立っていた。この雑誌は一年余りしか続かず、全部で13号を発行して廃刊となった。
1907年、アルフレッド・スティーグリッツが協力して、ニューヨークにある「ギャラリー291」としても知られている彼のギャラリー、「フォト・セッション」において、スミスのイラストの展示会が開催された。このギャラリーでは前衛写真の展示会のみが開かれてきたため、この時が初めてのイラストの展示会となった。スミスは、このギャラリーで初めて開かれたイラストの展示会の作者となったのだった。スティーグリッツはスミスの、「相反する衝動が調和して存在している」感性に興味をそそられていた。この時期、スミスは、彼女が音楽を聴いている時に頭に浮かんだ「光景」を絵にしていた。展示会は成功し、スティーグリッツは最も優れた作品22点を収録した作品集を出版した。そしてさらに2度、1908年と1909年に展示会を開催している。スミスの作品の内何点かはスティーグリッツの手許に売れ残ったが、それらは結局イェール大学のスティーグリッツ・ジョージア・オキーフ・アーカイヴに収められている。
イェイツはスミスを「黄金の夜明け団（黄金の夜明けヘルメス教団）」に紹介し、彼女は1901年にメンバーとなったのだが、その過程でウェイトに出会っている。黄金の夜明け団が、人間関係の衝突が原因で分裂した際に、スミスはウェイトと共に行動し、「黄金の夜明けの独立修正儀礼（あるいは聖黄金の夜明け団）」に属した。1909年、ウェイトはスミスにタロット・デッキの作成を委任し、類まれなウェイト＝スミス・タロット・デッキが完成した。ロンドンのウィリアム・ライダー＆サンから出版され、世界中で最も人気のある78枚のタロット・デッキとして、現在まで生き残ってきた。革新的なこのタロット・デッキは、小アルカナも含めてすべてのカードに象徴となる人物と事物が描かれており、それぞれのカードに明確な特徴を持たせたスミスの絵は、後に続く多くのカードのデザインの原型となった。 
イラスト本とタロット・デッキはさておき、ニューヨークのスティーグリッツのギャラリーでの成功の後、スミスの作品は商業的な成功にはほとんど結びつかなかった。グワッシュ水彩画法で美しく描かれたスミスの作品は、彼女のいとこであるウィリアム・ジレット（シャーロック・ホームズ役で有名な舞台俳優）が何枚か収集している。そして、コネチカット州イースト・ハダムにある彼の城で、永久収蔵されたコレクションの中の作品として、目立つように展示されている。
1911年、スミスはカトリックへ改宗し、熱心なカトリック教徒として地元の教会活動に従事する。第一次世界大戦終了後、スミスは叔父から遺産を受け取り、その資産でコーンウォールに家を購入した。というのも、そこは多くの芸術家達が好んだ場所だったからである。また収入源としてカトリック司祭のための宿泊施設を近隣に建設し、運用していた。彼女は生涯独身を貫き、コーンウォールのビュードで1951年9月18日に一文の財産も残さず亡くなった。スミスの死後、作品を含む私物はすべて、彼女が作った借金を返済するため債権者により競売にかけられ、散逸している。

## ウェイト＝スミス・タロット
1909年12月、イギリスのライダー・ブランドから初めて出版された時、単に「タロット・カード」と呼ばれ、アーサー・エドワード・ウェイトの「The Key to the Tarot（タロット理解の手がかり、邦題は『タロット図解』）」と題をつけられた手引き書が付属しているだけだった。翌年、ウェイトは、スミスの白黒の絵をその手引き書に付け足して、「Pictorial Key to the Tarot（イラストつきタロット理解の手がかり）」として出版した。1971年、U.S. Games社がタロット・デッキの出版権を買い取り、ライダー・タロット・デッキとして出版した（アメリカとイギリスの著作権法の差異のため、ウェイト・スミス版の著作権を主張することに異論が出されたのである）。後に出版された際には、ライダー・タロット、さらにライダー・ウェイト・タロットと名称が変更された。
今日、ほとんどの研究者は、スミスの果たした貢献の重要性を認識するため、このタロット・デッキを「ウェイト＝スミス・タロット」と呼んでいる。タロットのことを書いているライター達は、このタロット・デッキを、ライダー・ウェイト・スミスの頭文字を単純に取ってきて、「RWS」と呼ぶことが多い。
初版が出版された後、1世紀の時が経つうちに、様々な版がいろいろな出版社から出版されてきた。その中にはスミスの絵を他のアーティストが描き直したものもある。また、新しく製版して作成しなおすため、スミスの絵を写真で取り直しているものもある。多くの版では改めて色を着け直している。というのも出版された当時の技術的限界のせいで、どちらかというと初版のものは色使いがどぎついものになっていたからである。一例として1968年のアルバノ・ウェイト・タロットがあげられる。これは線画は同じままで、より明るい色を塗ったものであった。最近のU.S. Games社の版では、スミスの手書きのタイトルが各カードから消されて、その代わりに標準的な活字でタイプしたタイトルに置き換えられている。総じて、こうした新しい版のデッキは、その種類が多岐にわたっていて、初版をほとんど忠実に再現したものからウェイト＝スミス版に刺激されヒントを得たに過ぎないといった程度のものまで、様々なものが出版された。
ウェイトはしばしばウェイト＝スミス版のデザイナーとして紹介されるが、彼は共同でデザインに当たったチームの「半分」、つまり二人のうちの一人だと考えるのがより正確な言い方だろう。基本となる発想、一つ一つのカードの構成、全体を貫く象徴体系についてはウェイトが負ったと言える。ウェイト自身は画家ではなかったので、彼は、才能と直観に満ちたスミスに、実際のタロット・デッキの作製を任せた。
ウェイトからスミスへの指示がどの程度であったのか、正確に知ることはできない。スミスは、スケッチというよりは、おそらくウェイトの指示、それも書き留められた言葉による指示にのっとって作業したと考えられる。ウェイトが細かな指示を出したのは、主に、そしてもっぱら、大アルカナのカードに限られていた。小アルカナについては単純にカードの意味の一覧表が与えられていただけであった。それ故、その素晴らしさから覚えやすい小アルカナのカードの絵の仕上がりは、主としてスミス自身の発明に負うところが大きい。小アルカナは、まさに、このタロット・デッキによって成し遂げられた重要な成果の一つだと言える。というのも、それまでに出版されていたほとんどのタロット・デッキは（特にマルセイユ・タロットのタイプは）、小アルカナのデザインが極端に簡素なものばかりだったからである。ウェイト＝スミス版のタロット・デッキが長きにわたって愛されているのは、一つには、スミスが小アルカナに込めた象徴的意味の豊かさにその理由があるのかもしれない。
スミスとウェイトは、デッキのデザインのための「ひらめき」を手に入れるため、様々な情報源を利用している。特にウェイトは、主にフランスのマルセイユ・タロットからヒントを得ているように思われる（ただし、マルセイユ・タロットの一番古いものは16世紀にまで遡ることができるものの、ウェイトが模範としたのは18世紀に作られたものだった）。その他の、18世紀もしくは19世紀に作られたマルセイユ型のイタリア製タロット・デッキがデザインのための追加資料として利用されたことも、考えられなくもない。小アルカナのカードについては、スミスは主に15世紀のイタリアのカード、「ソラ・ブスカ・タロット」を手本としている。例えば「剣の３」のカードを見てみれば、明らかに二つのデッキが一致しているとわかる。そしてさらに、何人かの登場人物はスミスの友人の似顔絵が描かれている。特に、エレン・テリー（棒の女王）とフローレンス・ファー（世界）ははっきりとわかる。
スミスはこのタロット・デッキの絵を、1909年の4月から10月という6ヶ月の間にすべて完成させている。これは、約80枚のカードの絵を仕上げるという意味では、短い期間だと言えよう（1909年のスティーグリッツ宛てのスミスの手紙によると、78枚の標準的なタロット・デッキにほぼきっちりと対応したという）。イラストはほとんどがペンとインクで描かれており、もしかすると鉛筆による下書きを上からなぞっているかもしれない。現在では原画が失われてしまっているため、確かな結論を出すことはできない。イラストを完成させた後、スミスが水彩画法で色をつけたか、それとも誰か別の人間が色づけをしたのか、今となっては推測することしかできない。